# گذرنامه بنگلادشی

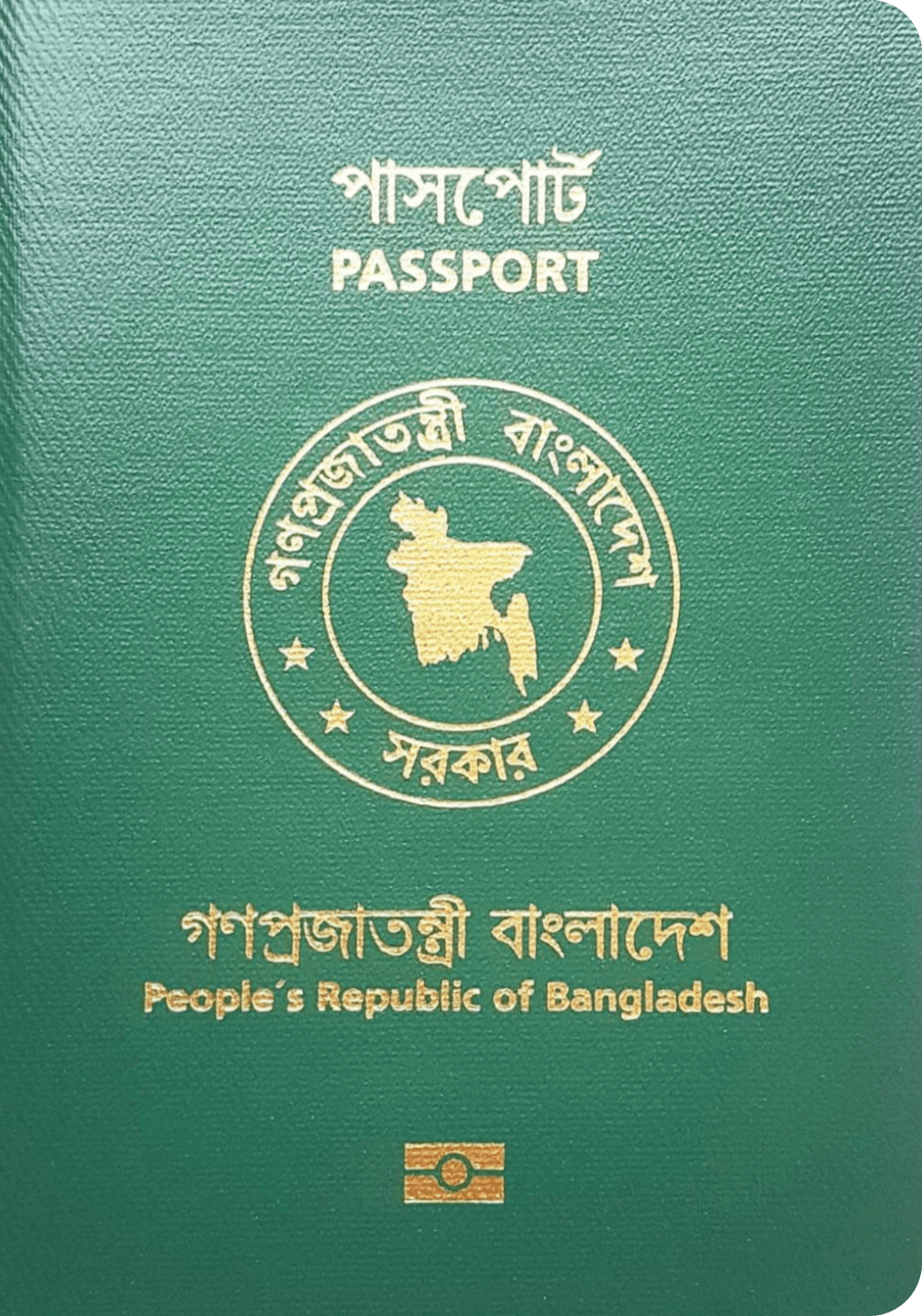
نمایی از یک‌نسخه گذرنامهٔ بنگلادشی در سال ۲۰۲۱

گذرنامهٔ بنگلادشی یک مدرک سفر بین‌المللی است که توسط کشور بنگلادش صادر می‌شود و بنا بر داده‌های سال ۲۰۲۳، دارندگان آن می‌توانستند به ۳۹ کشور دیگر بدون دریافت ویزا سفر کنند یا ویزا را در بدو ورود دریافت نمایند. این گذرنامه بر اساس رتبه‌بندی شاخص گذرنامهٔ هنلی در سال ۲۰۲۳ در رتبهٔ ۱۰۳ قرار داشت.